# Krishnan Sasikiran
Krishnan Sasikiran (Madras, 7 gennaio 1981) è uno scacchista indiano.
Diventò Grande maestro nel 2000, all'età di 19 anni. Nel gennaio 2007 diventò il secondo giocatore indiano, dopo Viswanathan Anand, a superare la soglia dei 2700 punti Elo.
Quattro volte vincitore del Campionato nazionale indiano (1999, 2002, 2003 e 2013).
Ha partecipato a nove edizioni delle Olimpiadi degli scacchi dal 1998 al 2014 (cinque volte in prima scacchiera), ottenendo complessivamente il 61 % dei punti. Ha vinto l'argento individuale in terza scacchiera e il bronzo di squadra alle olimpiadi di Tromsø 2014.
Ha raggiunto il massimo rating FIDE nel maggio 2012, con 2720 punti Elo, numero 26 al mondo e secondo tra i giocatori indiani dietro Viswanathan Anand.
Alcuni altri risultati: 
- 2001:  vince il prestigioso torneo di Hastings;
- 2002:  vince per la seconda volta il torneo di Hastings a pari merito con Alexei Barsov e Pentala Harikrishna;
- 2003:  vince il 4º campionato asiatico individuale; vince la Politiken Cup di Copenaghen;
- 2005:  pari primo con Jan Timman nel torneo Siegeman & Co. di Copenaghen;
- 2006:  medaglia d'oro di squadra nei giochi asiatici di Doha;
- 2008:  vince il torneo Ciudad de Pamplona;
- 2017:  vince a L'Avana il torneo Capablanca Memorial;
- 2021:  vince la Rilton Cup di Stoccolma, disputata online a causa della pandemia di COVID-19.